# Manat
Pour les articles homonymes, voir Manat (homonymie).

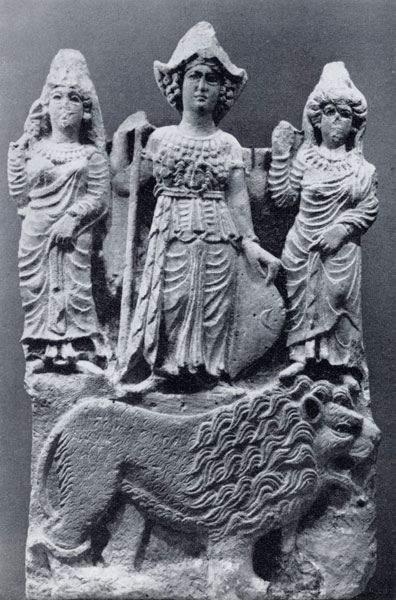
La déesse al-Lāt accompagnée des déesses Manat et Uzza. Relief de Hatra (Irak), Ier – IIIe siècles. Musée national d'Irak.

Manat (مَنَاتُ prononcé en arabe : /mæˈnæːt/) ou Manāh (مَنَاةٌ prononcé en arabe : /mæˈnæː(h)/) était une déesse du destin, vénérée en Arabie à l'époque pré-islamique. Manat est mentionnée dans le Coran (sourate LIII (53) An-Najm ou l'Étoile, versets 19-22) avec les deux autres grandes déesses Allat et Uzza :
« Que pensez-vous d'al-Lat et al-'Uzzâ

et de l'autre, Manât, la troisième

Aurez-vous le garçon et Dieu la fille

Quel inique partage !  »
Ce que l'on sait de Manat provient essentiellement du Livre des idoles de Hicham ibn al-Kalbi. Elle aurait été l'aînée des trois "filles de Dieu" à la Mecque : Allat, Manat et Uzza. Les Nabataéens lui rendaient également un culte sous le nom de Manawat ou Manawatu et l'identifiaient à Némésis, mais en faisaient, selon Julius Wellhausen, la mère d'Houbal.
Sa statue était érigée au bord de la mer aux environs d'al-Mushallal à Qudayd, entre Médine et la Mecque. Les habitants de ces deux villes ainsi que les Aws et les Khazraj lui présentaient des offrandes et lui faisaient des sacrifices. Des enfants étaient prénommés Abd-Manāh ou Zayd-Manāh.
Les Aws et les Khazraj, tribus  arabes de Yathrib (actuelle Médine) avaient coutume de se rendre en pèlerinage dans des lieux déterminés où ils veillaient. À leur retour, ils visitaient le lieu de culte de Manat où ils se rasaient la tête avant de rentrer chez eux. Sans ce rite le pèlerinage n'était pas complet. Certains Arabes prenaient « Manat du lieu sacré de Khazraj » comme témoin de leurs serments.
Dans l'ouvrage collectif, Le Coran des historiens, Christian Julien Robin cite ce passage qui "a une notoriété universelle grâce aux fameux versets dits "sataniques", reproduits ici entre crochets, qui ont inspiré le romancier britannique Salman Rushdie. Ces deux versets auraient été déclamés, puis abrogés parce qu'ils ne s'accordaient pas avec le monothéisme radical de la prédication muhammadienne. La vulgate ne les reproduit pas, au contraire d'autres versets également abrogés, ce qui souligne la gêne qu'ils ont provoquée" :
"19. Avez-vous considéré al-Lat et al-Uzza
20. Et Manat, cette troisième autre?
20. bis [Ce sont les sublimes Déesses
20. ter. et leur intercession est certes souhaitée]
21. Avez-vous le Mâle et Lui la Femelle !"
La huitième année de l'Hégire, où il remporta la victoire définitive sur le reste des Quraysh, Mahomet, ayant quitté Médine depuis quatre ou cinq nuits, aurait envoyé Ali détruire l'idole et s'emparer de ses trésors, au nombre desquels se trouvaient deux épées (Mikhdham et Rasūb), offrandes de al-Harith ibn-Abi-Shamir al-Ghassāni, roi de Ghassān. Le prophète les offrit à Ali. L'une d'elles serait donc peut-être sa célèbre épée Dhu-al-Fiqar.